# Onder de herfstster

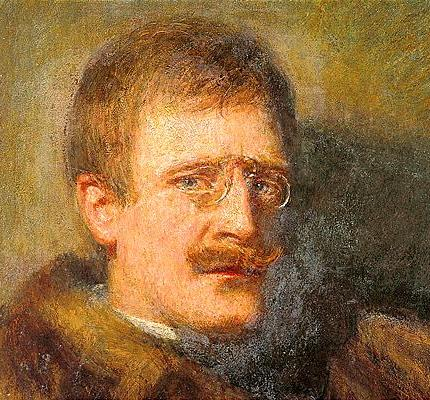
Knut Hamsun, 1903, door Hans Heyerdahl

Onder de herfstster (Noors: Under Høststjærnen) is een roman van de Noorse schrijver en Nobelprijswinnaar Knut Hamsun, verschenen in 1906. 
Onder de herfstster is het eerste deel van de zogenoemde Zwerverstrilogie. Het tweede en het derde deel zijn Con Sordino (1909) en De laatste vreugde (1912). Deze trilogie heeft dezelfde ik-figuur die eerder al in Honger (1890) voorkwam: een schrijver-kunstenaar van inmiddels middelbare leeftijd, die de eenzaamheid van de bossen heeft opgezocht en nu als dagloner in zijn levensonderhoud voorziet. Hij slaapt op hooizolders, trekt als los arbeider van boerderij naar boerderij en lijkt uiteindelijk de rust te vinden die hij zozeer zoekt. Innerlijk blijft hij echter een gespleten mens. Wie hij werkelijk is weet niemand.

## Typering en intrige
In Onder de herfstster wordt het probleem van het ouder worden gedemonstreerd aan de hand van de relatie van de hoofdpersoon tot vrouwen. De belangstelling die hij van een jong meisje krijgt, maakt hem onzeker en jaloers, en leidt tot dromerig, bijna puberaal gedrag. Minder onschuldig leidt een affaire met haar moeder, een domineesvrouw, direct tot seksuele schermutselingen. Scherp contrasterend met deze moeder en dochter wordt hij vervolgens tegemoet getreden door een wat meer schuwe en ingetogen vrouw. Voor deze vrouw koestert hij al snel een allesbeheersende liefde, maar ondanks de vervreemding van haar man, kapitein Falkenberg, slaat zij uiteindelijk voor zijn aanvankelijk onzekere maar later driestere toenaderingspogingen op de vlucht. Vervolgens keert hij ook zelf terug naar de stad waar hij niets anders weet te doen dan zijn toevlucht te zoeken in de whisky.
Onder de herfstster is geschreven op een melancholieke, afstandelijke toon, waarmee Hamsun zich trachtte te wapenen tegen de ouderdom die hij zozeer vreesde. Hij schreef het boek kort na zijn scheiding met zijn eerste vrouw Begljot Bech en kort voor zijn ontmoeting met de drieëntwintig jaar jongere actrice Marie Andersen, met wie hij vervolgens hertrouwde.